# 2020 CD3
2020 CD3, también conocido como C26FED2, es un pequeño asteroide cercano a la Tierra, y un satélite natural temporal terrestre. Fue descubierto en el Observatorio Mount Lemmon por los astrónomos Theodore Pruyne y Kacper Wierzchos, el 15 de febrero de 2020, como parte de Mount Lemmon Survey o Catalina Sky Survey. 
El descubrimiento del asteroide fue anunciado por el Minor Planet Center el 25 de febrero de 2020, luego de que observaciones posteriores descartaran la posibilidad de que el objeto fuera artificial. Es el segundo satélite temporal de la Tierra descubierto in situ, después de 2006 RH120 en 2006. Según su órbita preliminar, 2020 CD3 puede haber sido capturado por la Tierra alrededor de 2016-2017.
2020 CD3 tiene una magnitud absoluta alrededor de 32, lo que indica que es de tamaño muy pequeño, con un diámetro de alrededor de 1–6 metros (3–20 pies) bajo el supuesto de un albedo de 0.01–0.60. El Minor Planet Center clasifica a 2020 CD3 como un asteroide Amor, ya que orbita más allá de la Tierra, aunque la base de datos JPL Small-Body lo considera parte del grupo de asteroides Apolo que cruza la Tierra.